# Carolina Sannazzaro
Pour les articles homonymes, voir Sannazzaro.
Répertoire
- Saffo de Giovanni Pacini

Scènes principales
Carolina Sannazzaro (Voghera, 1825 - Casteggio, octobre 1905,) est une soprano italienne qui s'est produite au milieu du XIXe siècle. 

## Biographie
Elle naît à Voghera, pays natal de Marietta Gazzaniga. Elle est la fille de Giovanni Battista Sannazzari, musicien et ténor contrarié par sa famille, qui au contraire favorise l'éducation de sa fille. Elle entre au conservatoire de Milan en 1842, où elle apprend l'art du chant auprès de Alberto Mazzucato.
Elle débute sur scène à Stradella en 1846. Elle se produit peu après Gênes, au Teatro Carlo Felice, en 1846, dans Linda avec la Pecorini,, puis à Milan en 1848 et à Gênes de nouveau. En 1849, elle interprète le rôle-titre de Saffò de Giovanni Pacini à Voghera.
En avril 1851, elle est mentionnée dans un concert au Théâtre italien de Paris, où elle interprète la Romance de Giovanna d'Arco de Verdi et la cavatine de Sapho de Pacini.
En 1851-1852, elle est à Lisbonne, au Teatro San Carlos : elle y interprète entre autres la Nina de la Pazza per amore de Coppola et la Saffò de Pacini ; elle est très appréciée dans divers concerts auxquels elle chante, en particulier le 17 mai 1852.
Pour le carnaval 1852-1853, elle est au Teatro comunale de Modène, comme Alice dans Roberto il diavolo de Meyerbeer, face à Katinka Evers en Isabella, à partir du 30 janvier 1853.
Pendant l'été 1853, elle est engagée par la Compagnie italienne de M. Lorini pour chanter dans Linda au Grand-théâtre de Lyon : fin juin, elle y interprète Pierotto, ce qui est trop bas pour elle, mais elle doit bientôt réduire son rôle qui la fatigue ; elle a plus de succès dans un duo de Roméo et Juliette avec la Beltramelli (it).
Elle remplace Emilia Boldrini à Nice au carnaval 1853, et s'y produit dans Il ritorno di Columella de Vincenzo Fioravanti, qui a peu de succès, et dans La Pazza per amore de Giovanni Paisiello, cette dernière avec plus de succès. Elle quitte Nice en avril 1854.
Pendant l'automne 1855 et le carnaval 1855-1856, elle interprète de nouveau Saffò à Milan, au Teatro Carcano.
En 1856, elle est de nouveau engagée à Nice pour le carnaval, de décembre 1856 à mars 1857, et s'y taille un franc succès dans La traviata de Verdi, face au ténor Giuseppe Pasi et au baryton Francesco Briani,.
Pendant l'été 1857, elle se produit à Florence, au Teatro Ferdinando, toujours dans Saffò, où elle est très appréciée. 
Elle est engagée au Teatro principale de Barcelone pour avril et mai 1858.
Elle meurt à Casteggio en octobre 1905.

## Interprétations

### Rôles créés
- Le rôle-titre dans Margherita de Jacopo Foroni au Teatro Re de Milan, pendant le carnaval 1848[25], à partir du 8 mars 1848[26].
- Le rôle-titre dans Ildegonda de Pascual Emilio Arrieta, au Conservatoire de musique de Milan, pendant le carnaval 1845-1846[27],[28].
- Fanny dans La spia de Angelo Villanis, face à Carolina Imoda en Enrico et Orsola Fracchia en Sara, au Teatro Sutera de Turin, le 5 mars 1850[29].
- Le rôle-titre dans Ariele de Alberto Leoni, au Teatro dell'Accademia dei Filodrammatici de Milan, en juin 1855[30].

### Autres
- Lisetta dans Ser Gregorio de Giovanni Consolini, au Teatro Re de Milan, pendant le carnaval 1847-1848[31],[32].
- Le rôle-titre dans Saffò de Pacini[3] :
  - en 1849 à Voghera[7],
  - en 1855-1856 à Milan[19]
  - en août 1857 au Teatro Ferdinando de Florence[23].
- Gulnara dans Il corsaro de Verdi, au Teatro ducale de Modène, pendant le carnaval 1852-1853[33].